# Rapaninae
Rapaninae es una subfamilia de los depredadores marinos de caracoles, en la familia de los moluscos gasterópodos murícidos.
Esta subfamilia es comúnmente conocida como Thaidinae, desde 1993.

## Descripción de la concha
Las conchas de las especies en este subfamilia usualmente no poseen una várix, pero a menudo una fuerte escultura se encuentra presente.

## Géneros
En la subfamilia Rapaninae se incluyen los siguientes géneros:
- Acanthais Vermeij & Kool, 1994
- Agnewia Woods, 1878
- Concholepas Lamarck, 1801
- Cymia Mörch, 1860
- Dicathais Iredale, 1936
- Drupa Röding, 1798
- Drupella Thiele, 1925
- Drupina Dall, 1923
- Mancinella Link, 1807
- Nassa Röding, 1798
- Neorapana Cooke, 1918
- Neothais Iredale, 1912
- Phycothais Tan, 2003[2]
- Pinaxia Adams & Adams, 1853
- Plicopurpura Cossmann, 1903
- Purpura Bruguière, 1789
- Rapana Schumacher, 1817
- Reishia Kuroda & Habe, 1971
- Ricinella Schumacher, 1817
- Semiricinula Martens, 1903
- Stramonita Schumacher, 1817
- Taurasia Bellardi, 1882
- Thais Röding, 1798
- Tribulus Adams & Adams, 1853
- Vexilla Swainson, 1840

Genera brought into synonymy
- Canrena Link, 1807 : sinónimo de Drupa Röding, 1798
- Conchopatella Herrmannsen, 1847 : sinónimo de Concholepas Lamarck, 1801
- Conchulus Rafinesque, 1815 : sinónimo de Concholepas Lamarck, 1801
- Conothais Kuroda, 1930 : sinónimo de Pinaxia Adams & Adams, 1853
- Cuma Swainson, 1840 : sinónimo de Cymia Mörch, 1860
- Cumopsis Rovereto, 1899 : sinónimo de Cymia Mörch, 1860
- Iopas Adams & Adams, 1853 : sinónimo de Nassa Röding, 1798
- Menathais Iredale, 1937 : sinónimo de Thais (Thalessa) H. & Adams, 1853
- Microtoma Swainson, 1840 : sinónimo de Plicopurpura Cossmann, 1903
- Patellipurpura Dall, 1909 : sinónimo de Plicopurpura Cossmann, 1903
- Pentadactylus Mörch, 1852 : sinónimo de Drupa Röding, 1798
- Planithais Bayle in Fischer, 1884 : sinónimo de Tribulus Adams & Adams, 1853
- Provexillum Hedley, 1918 : sinónimo de Vexilla Swainson, 1840
- Purpura Röding, 1798 : sinónimo de Trunculariopsis Cossmann, 1921
- Purpurella Dall, 1872 : sinónimo de Plicopurpura Cossmann, 1903
- Ricinula Lamarck, 1816 : sinónimo de Drupa Röding, 1798
- Simplicotaurasia Sacco, 1890 : sinónimo de Taurasia Bellardi, 1882
- Sistrum Montfort, 1810 : sinónimo de Drupa Röding, 1798